# フルペラミド
フルペラミド（英：Fluperamide）は、ロペラミドと構造的に関連する合成オピオイドであり、強力な止瀉薬として開発された。ロペラミドと同様、主に末梢性選択的なμ-オピオイド受容体のアゴニストとして作用し、血液脳関門への浸透が限られているため、中枢神経系に大きな影響を及ぼすことなく、消化管運動や体液分泌を効果的に減少させる。
フルペラミドの薬理学的特性は、オピオイド関連の副作用や乱用の可能性を最小化しながら、止瀉作用を最大化するように設計されており、この戦略はフェニルピペリジン系の関連化合物の開発にも寄与している。フルペラミドは、非臨床試験や初期の治験で強力な止瀉作用を示したが、商品化されなかった。その良好な安全性と有効性により、ロペラミドがこの治療目的の薬物として優先されるようになった。